# ناحیه اماندا، شهرستان هنکاک، اوهایو
شهرستان اماندا، بخش هنکاک، اوهایو (به انگلیسی: Amanda Township, Hancock County, Ohio) یک منطقهٔ مسکونی در ایالات متحده آمریکا است که در اوهایو واقع شده‌است.

## خصوصیات
شهرستان اماندا ۷۱٫۹ کیلومترمربع مساحت و ۱٬۰۴۵ نفر جمعیت دارد و ۲۴۸ متر بالاتر از سطح دریا واقع شده‌است.